# Spadola
Spadola es un municipio sito en el territorio de la provincia de Vibo Valentia, en Calabria (Italia).

## Demografía
En 1961 Spadola habemos encora 937 de habitantes. Pero al ano 1971 con tempo basar a 797 de habitantes. Muchos familias han emigrado a Dos Puentes para fondar una pizzeria populare a ege tiempo.
| Gráfica de evolución demográfica de Spadola entre 1861 y 2001 |
|                                                               |
| fuente ISTAT - elaboración gráfica a cargo de Wikipedia       |